# Publiusz Antistiusz
Publius Antistius polityk rzymski z plebejskiego rodu Antistiuszy. Przedstawiciele tej rodziny pojawiają się przez cały okres republiki, ale żaden z nich nie odegrał ważniejszej roli w historii. Publiusz był trybunem plebejskim w 88 p.n.e. Razem z kolegą w urzędzie, Publiuszem Supicjuszem Rufusem przeciwstawił się kandydowaniu Gajusza Cezara Strabona na konsula, bez sprawowania poprzednio funkcji pretora. Wygłoszona z tej okazji mowa zyskała mu publiczne uznanie. Pozytywne zdanie o jego zdolnościach oratorskich miał Cyceron. W roku 86 p.n.e. Publiusz Antistiusz był edylem. Z racji tej funkcji przewodniczył trybunałowi, przed którym stanął Pompejusz oskarżony o malwersacje łupów spod Asculum. Plutarch w swoich "Żywotach równoległych" relacjonuje ten proces, twierdząc, że zachowanie Pompejusza w czasie procesu, wzbudziły w Antistiuszu sympatię do niego i idącą za tym propozycję małżeństwa z córką  Publiusza Antistią. Takie sekretne porozumienie zostało zawarte i po uniewinnieniu Pompejusza  kilka dni później małżeństwo zostało zawarte w 86 p.n.e. W konsekwencji tego małżeństwa Publiusz został uznany za zwolennika stronnictwa Sulli. W czasie walk, które wybuchły po powrocie Sulli do Italii po zwycięstwie nad Mitrydatesem ze stronnictwem  popularów, którym przewodzili wówczas Lucjusz Korneliusz Cynna, Gnejusz Papiriusz Karbon i Mariusz Młodszy, syn Gajusza Mariusza obie strony wymordowywały zwolenników stronnictwa przeciwnego. Tak zginął też w 82 p.n.e. Publiusz Antistiusz zgładzony na rozkaz ówczesnego konsula Mariusza Młodszego. Po śmierci Publiusza samobójstwo popełniła jego żona Kornelia, matka Antistii.